# Sniper Elite (computerspelserie)
Sniper Elite is een tactical third-person shooterserie ontwikkeld door Rebellion Developments. 

## Verhaal
Alle delen in de Sniper Elite-reeks spelen zich af tijdens de Tweede Wereldoorlog. De speler bestuurt Karl Fairburne, een elitesoldaat in het Amerikaanse leger. Hij heeft zich geprofileerd als een zeer begenadigd sluipschutter. Hij wordt daarom ingezet om diep in Duits bezet gebied zonder hulp van andere soldaten prominente Duitsers te vermoorden of te infiltreren in Duitse militaire bases. Het is zijn taak om omgezien en van grote afstand Duitse soldaten af te schieten. Uniek aan de Sniper Elite-serie is de zogenaamde "x-ray killcam". Wanneer de speler een bijzonder moeilijk schot succesvol afvuurt (bijvoorbeeld een soldaat in zijn hoofd raken over een grote afstand) krijgt de speler een slow-motion herhaling te zien van het schot, waarbij het geraakte lichaamsdeel als röntgenfoto te zien is en de schade die de kogel toebrengt in detail wordt weergegeven. Zo kan men bijvoorbeeld zien hoe de schedel van het slachtoffer verbrijzeld wordt en hoe stukjes bot in het rond vliegen.

## Geschiedenis
In 2005 kwam Rebellion Developments met een nieuw intellectueel eigendom, Sniper Elite. In 2011 kondigde Rebellion een "reboot" [sic] in de serie aan, wat uiteindelijk Sniper Elite V2 zou worden. Initieel enkel aangekondigd voor de PlayStation 3 en Xbox 360, kwam een versie voor Windows-versie uiteindelijk op dezelfde datum uit. Enkele weken daarna kwam ook een versie voor de Wii U uit.
Gevolge het succes van Sniper Elite V2, kwam werd een spin-off van de serie ontwikkeld, Sniper Elite: Nazi Zombie Army. Deze titel in de serie speelt zich af in dezelfde setting, maar in een situatie waar Adolf Hitler in de laatste dagen van de Tweede Wereldoorlog besluit om ondoden te doen verrijzen, om op deze manier de geallieerden te verslaan. Acht maanden na de release van Nazi Zombie Army, kwam het vervolg Sniper Elite: Nazi Zombie Army 2 uit. Beide titels kwamen enkel voor Windows uit en werden zowel ontwikkeld als gepubliceerd door Rebellion Developments.
Een derde deel in de hoofdserie, Sniper Elite 3 (ook wel Sniper Elite 3: Afrika of Sniper Elite III) kwam in juni 2014 uit voor Windows, PlayStation 3, PlayStation 4, Xbox 360 en Xbox One.

## Spellen

### Hoofdserie
| Release | Naam            | Ontwikkelaar                                  | Uitgever                                                        | Platform                                                  |
| ------- | --------------- | --------------------------------------------- | --------------------------------------------------------------- | --------------------------------------------------------- |
| 2005    | Sniper Elite    | Rebellion Developments Raylight Studios (Wii) | MC2 France Reef Entertainment (Wii)                             | PlayStation 2, Wii, Windows, Xbox                         |
| 2012    | Sniper Elite V2 | Rebellion Developments                        | 505 Games Ubisoft (enkel in Japan) Rebellion Developments (Win) | PlayStation 3, Wii U, Windows, Xbox 360                   |
| 2014    | Sniper Elite 3  | Rebellion Developments                        | 505 Games Rebellion Developments (Win)                          | PlayStation 3, PlayStation 4, Windows, Xbox 360, Xbox One |
| 2017    | Sniper Elite 4  | Rebellion Developments                        | Rebellion Developments                                          | PlayStation 4, Windows, Xbox One                          |
| 2021    | Sniper Elite VR | Rebellion Developments                        | Rebellion Developments                                          | PlayStation 4, Windows                                    |
| 2022    | Sniper Elite 5  | Rebellion Developments                        | Rebellion Developments                                          | PlayStation 5, PlayStation 4, Windows                     |

### Zombie Army
Alle spellen in de Zombie Army-reeks (voorheen Nazi Zombie Army) zijn ontwikkeld en uitgegeven door Rebellion Developments.
| Release | Naam                             | Platform                         |
| ------- | -------------------------------- | -------------------------------- |
| 2013    | Sniper Elite: Nazi Zombie Army   | PlayStation 4, Windows, Xbox One |
| 2013    | Sniper Elite: Nazi Zombie Army 2 | PlayStation 4, Windows, Xbox One |
| 2015    | Zombie Army Trilogy              | PlayStation 4, Windows, Xbox One |
| 2020    | Zombie Army 4: Dead War          | PlayStation 4, Windows, Xbox One |